# 副栉龙族
副栉龙族（学名：Parasaurolophini）是鸭嘴龙科赖氏龙亚科比较衍化的一个族，生存于亚洲、北美，可能还有欧洲。它被定义为比赖氏赖氏龙更接近沃氏副栉龙的所有赖氏龙亚科。它目前包括以下幾個屬：卡戎龙（中国）、副栉龙（犹他州、新墨西哥州、阿尔伯塔省）以及可能的彎嚼龍（德州）、疑冠龍（猶他州）、布拉西龙和艾瑞龙（都來自西班牙）。